# 捨 (仏教)
仏教用語の捨（しゃ）とは、パーリ語のウペッカー（巴: upekkhā、 梵: upekṣā： ウペークシャー, 英: equanimity）に由来し、楽でも苦でもない不苦不楽の感覚状態（ヴェダナー）。心の平静。かたよりのないこと。心が平等で苦楽に傾かないこと。
- 説一切有部の五位七十五法のうち、大善地法の一つ。唯識学の五位百法のうち、善心所の一つ[3]。
- 四無量心（四梵住：慈・悲・喜・捨」の一つ[3]。
- 七覚支（択法、精進、喜、軽安、捨、定、念）の一つ[3]。
- 三受（苦、楽、捨（不苦不楽））の一つ[3][1]。

## 慈愛の瞑想
上座部仏教（テーラワーダ仏教）圏では、ウィパッサナーの基礎として、慈愛の瞑想（mettā bhāvanā, 慈悲の瞑想とも）と呼ばれる瞑想が行われる。これは名称としては「慈」（慈愛,メッター）のみが前面に出て来るが、内容的には四無量心の「慈・悲・喜・捨」全ての要素が含まれており、「捨」の要素も含まれている。
日本テーラワーダ仏教協会のアルボムッレ・スマナサーラ長老によると、「捨」は「感情の波が立たない」平静な心であるが、それは「鈍感で、何も興味がない、気にしない、無関心、閉鎖的で自分の世界にだけ閉じこもっている」ということではなく、「人々・生命のことを、（直情的に反応するのではなく）どうすれば問題解決できる（できた）かを智慧を以て見守る気持ちで観る」ことだという。